# Neuchâtel kanton
A Neuchâtel Köztársaság és kanton (németül Neuenburg, svájci német dialektusban Nöieburg) Svájc egyik kantonja az ország északnyugati részén. Lakossága 2013-ban 176 402 volt, többségének anyanyelve francia. Fővárosa Neuchâtel városa. Neuchâtel volt az egyetlen kanton, amelyik monarchiaként lépett be a Svájci Államszövetségbe 1814-ben. 

## Története

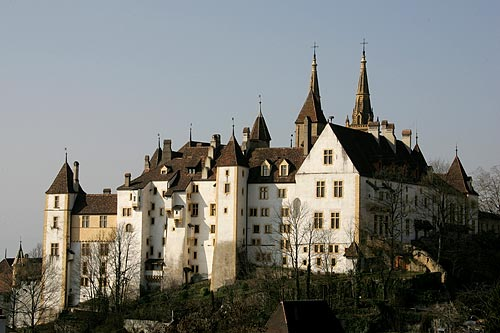
Château de Neuchâtel ma a kanton kormányzatának ad helyet

Neuchâtel első említése 1032-ből származik hűbérura, III. Rudolf burgund király végrendeletében. A várost és a környező birtokokat 1034-ben Ulrich von Fenis gróf kapta meg. 1373-ra a gróf leszármazottai már a mai kanton teljes területét birtokolták. 1405-ben Bern és Neuchâtel városok szövetségre léptek. Az 1300-as évek végén a gyermektelen Elisabeth grófnőtől unokaöccsei, a németországi Freiburg im Breisgau urai örökölték meg a várost, 1458-ban pedig a Sausenburg őrgrófokhoz került. Az 1504-ben Neuchâtelt megöröklő Jeanne de Rothelin Longueville hercegéhez ment férjhez, így a továbbiakban az Orléans-Longueville családé volt a város. 1512-1529 között Neuchâtel svájci szövetségesei megszállás alatt tartották a területet, majd visszaszolgáltatták Jeanne de Hochbergnek, Longueville herceg özvegyének.
1530 körül Guillaume Farel francia prédikátor ismertette meg a város lakóit a protestáns nézetekkel.
1707-ben Marie d'Orléans-Longueville halálával kihalt az Orléans-Longueville dinasztia, Neuchâtelt (ekkor már mint hercegség, németül Fürstentum Neuenburg) pedig I. Hohenzollern Frigyes porosz király örökölte, így a svájci város perszonálunióként Poroszországhoz került. 

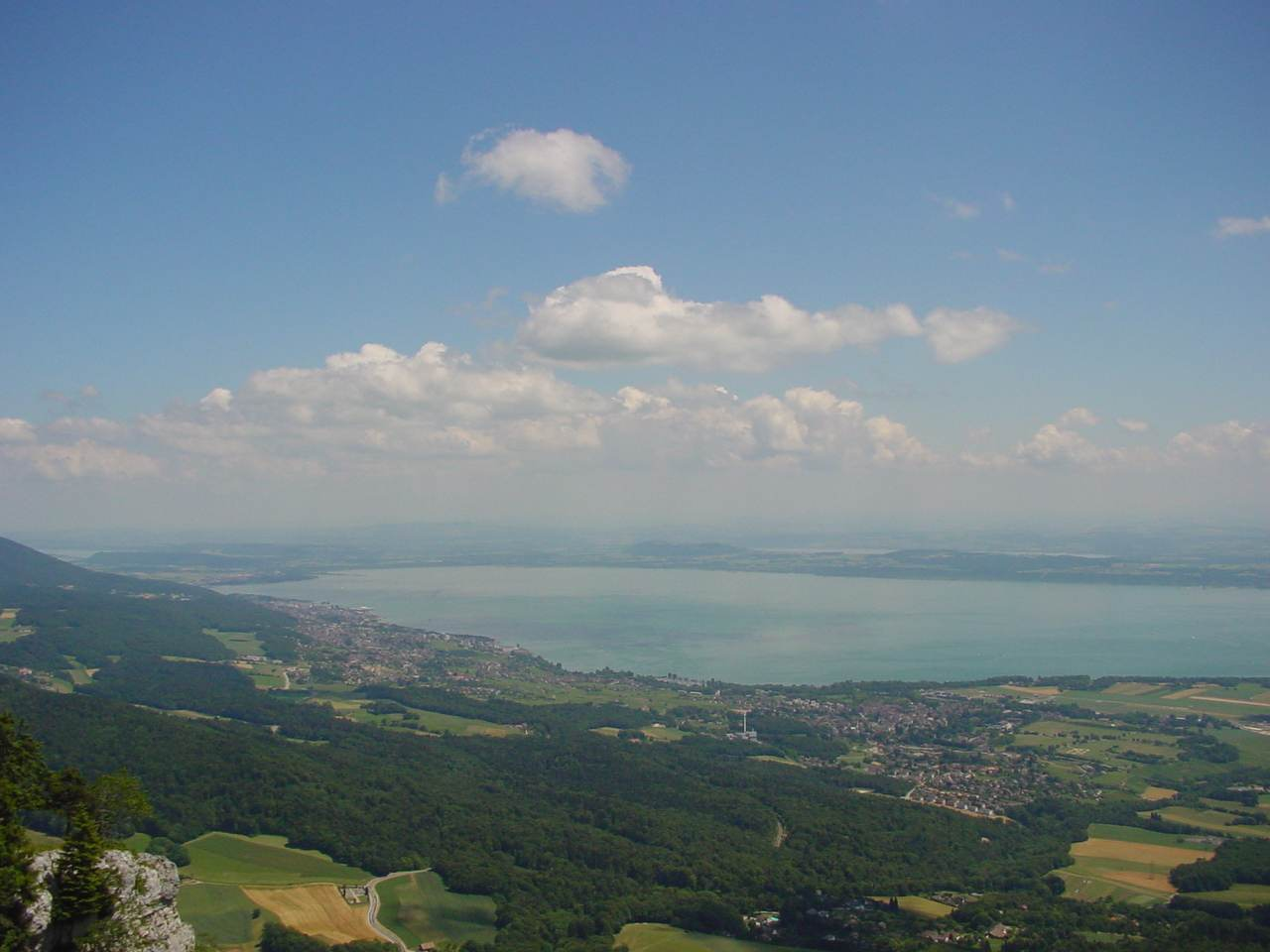
A Neuchâteli-tó

III. Frigyes Vilmostól Bonaparte Napóleon ragadta el a Neuchâteli Hercegséget és helyére vezérkari főnökét, Louis-Alexandre Berthier-t ültette. A kis hercegség egy zászlóaljnyi lövészt biztosított a császár seregeibe, akiket sárga egyenruhájuk miatt kanáriknak (Canaris) neveztek.
Napóleon bukása után 1814-ben a hercegség visszakerült Frigyes Vilmoshoz. A porosz király egy évvel később engedélyezte, hogy a hercegség csatlakozzon az akkor még kantonok viszonylag laza konföderációjából álló Svájci Államszövetséghez. Neuchâtel volt az első és egyetlen kanton, amely monarchiaként csatlakozott a köztársaságok konföderációjához. 1848-ban azonban egy békés forradalom megdöntötte a monarchiát és a kanton köztársasággá alakult át. Ugyanebben az évben Svájc is egy integráltabb szövetséget előíró új alkotmányt fogadott el. IV. Frigyes Vilmos többször is megpróbálta visszaszerezni korábbi tulajdonát és több ellenforradalmat finanszírozott, többek között az 1856-57-es neuchâteli válság idején, majd a többi nagyhatalom nyomására lemondott svájci érdekeltségeiről. 

## Földrajza
Neuchâtel kanton Svájc francia nyelvű nyugati részén (Suisse romande vagy Romandie) fekszik, a Jura-hegységben. Északkeleten és keleten Bern kantonnal, délkeleten a Neuchâteli-tavon keresztül Fribourg és Vaud kantonnal, délen Vaud kantonnal, nyugaton pedig Franciaország Franche-Comté megyéjével határos.
A Neuchâteli-tó partvidéke viszonylag sík, ez a régió bortermeléséről híres. Északabbra fekszik a kanton két legnagyobb völgye, Val-de-Ruz és Val-de-Travers, a francia határhoz közel pedig az 1000 m átlagmagasságú Neuchâteli-hegyek (les Montagnes neuchâteloises). Itt található a kanton legmagasabb pontja, az 1552 m magas Chasseral Ouest. 

## Közigazgatás

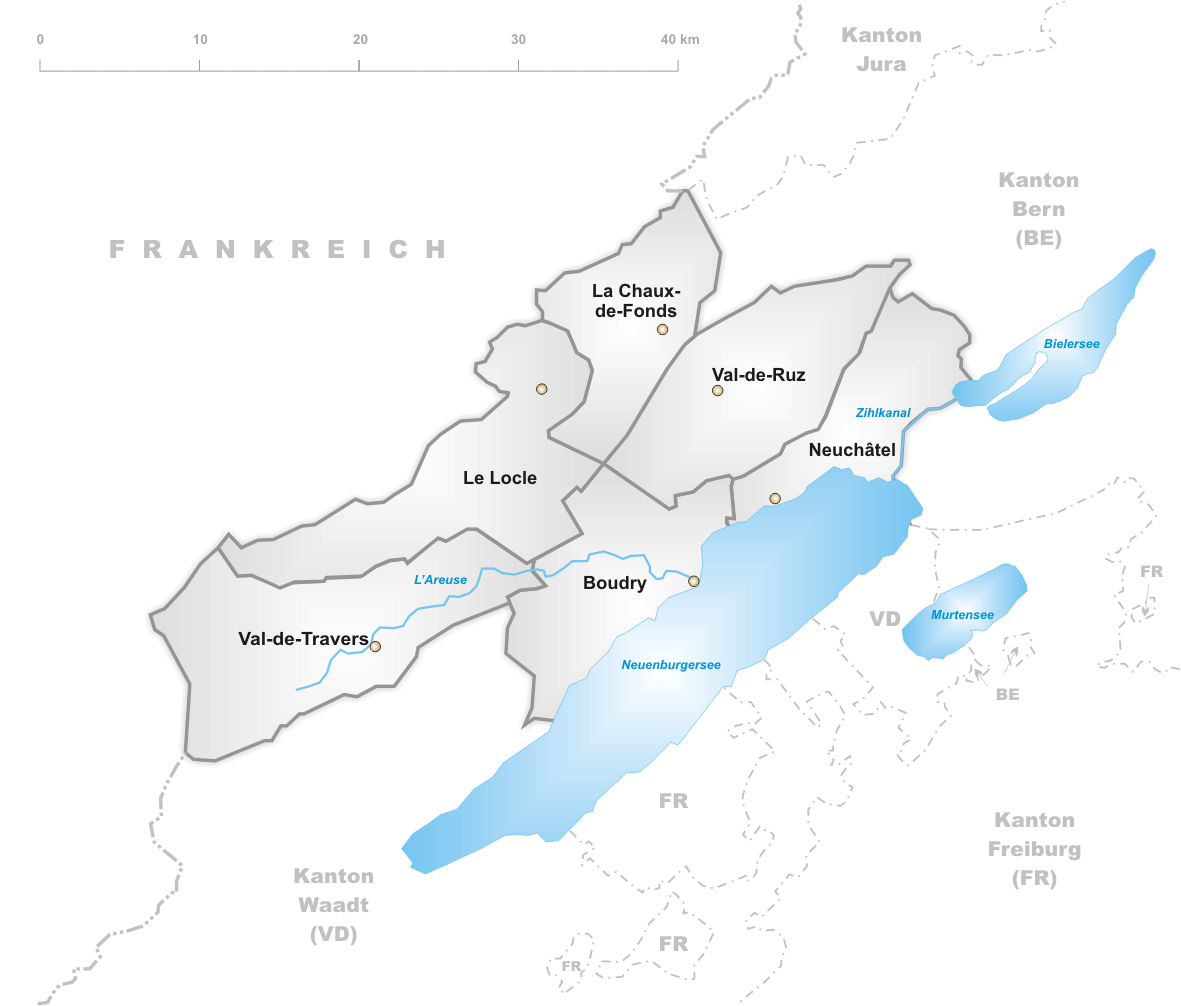
Neuchâtel kerületei

Neuchâtel volt az egyik legelső kanton, amely szavazati jogot biztosított a nőknek (1959-ben) és 2002 óta szavazhatnak a legalább 5 éve itt élő külföldi állampolgárok is.
A kanton törvényhozó testülete a Neuchâteli Nagytanács (Grand Conseil de Neuchâtel), amelyben a 115 képviselői hely a lakosságszám arányában oszlik meg a kerületek között. A végrehajtó testület, az Államtanács öt főből áll. A szövetségi parlament alsóházába (a Nemzeti Tanácsba) a kanton öt, a felsőházba (Államtanács) két főt delegál.
Neuchâtel kantont hat kerületre és 53 önkormányzatra osztják. A kerületek a következők:
- Boudry, székhelye Boudry
- La Chaux-de-Fonds, székhelye La Chaux-de-Fonds
- Le Locle, székhelye Le Locle
- Neuchâtel, székhelye Neuchâtel
- Val-de-Ruz, székhelye Cernier
- Val-de-Travers, székhelye Val-de-Travers

## Népesség
Neuchâtel 176 402 lakosa szinte teljesen egészében francia anyanyelvű. A kanton történelmileg protestáns vallású volt, de az utóbbi időben  bevándorlás miatt a vallási megoszlás kiegyenlítődött. 2000-ben 38% vallotta magát evangélikusnak, 30% pedig katolikusnak. A külföldi állampolgárok száma eléri a 38 ezret (valamivel kevesebb mint a lakosság negyede).

## Gazdaság
A neuchâteli mezőgazdaság a bortermeléséről híres. Itt, Val-de-Travers-ben jelent meg először az abszint, melyet több, mint 200 éve készítenek a völgyben kereskedelmi célra – az ital 20. századi tilalma miatt 1908–2005-ig illegálisan. A Jura hegység lejtőin szarvasmarhát és lovakat tenyésztenek. Az ipar területén Neuchâtel az órakészítéséről, finommechanikai üzemeiről és mikrochipgyártásáról ismert.

## Fordítás
- Ez a szócikk részben vagy egészben  a   Canton of Neuchâtel című angol Wikipédia-szócikk ezen változatának fordításán alapul.  Az eredeti cikk szerkesztőit annak laptörténete sorolja fel. Ez a jelzés csupán a megfogalmazás eredetét és a szerzői jogokat jelzi, nem szolgál a cikkben szereplő információk forrásmegjelöléseként.